# Масанцаго
Масанца̀го (на италиански: Massanzago; на венециански: Masansàgo, Масансаго) е градче и община в Северна Италия, провинция Падуа, регион Венето. Разположено е на 18 m надморска височина. Населението на общината е 5941 души (към 2013 г.).